# Turpili Labeó
Turpili Labeó (en llatí Turpilius Labeo) va ser un pintor romà que va viure al segle i.
Havia nascut a la província de Venetia. Era de família humil, però se'l menciona com a excepció de la vida miserable que portaven els artistes. Una peculiaritat seva era que pintava amb l'esquerra. Va viure poc abans de Plini el Vell, que l'esmenta com a mort recentment, cap a l'any 60, quan va incloure informació sobre ell a la Naturalis Historia. Es conserven algunes pintures seves a Verona.